# Livid (album)
Livid, リヴィド in giapponese, è il secondo album del gruppo giapponese Nightmare, pubblicato il 25 novembre 2004.Esso ha raggiunto la 29ª posizione nella classifica Oricon. In questo album viene introdotto un nuovo suono dei Nightmare aggiungendo una parte supplementare per la chitarra acustica in due canzoni,"Travel" e "Shian" e un tocco di Jazz fuso in "Underdoag". A causa della pronuncia di Livid in lingua giapponese (Ribido), l'album è stato erroneamente indicato come Libido.

## Tracce
1. Sanagi – 1:29
2. Varuna – 4:11
3. Sekishoku – 3:20
4. Underdog – 3:10
5. Tōkyō Shounen – 4:22
6. Suna – 6:42
7. Tsuki no hikari, utsutsu no yume – 4:56
8. be buried – 3:28
9. Gianism Go – 2:21
10. Shian – 3:36
11. remembrance – 4:32
12. Itsuka no boku he – 3:13
13. Travel – 3:52

Durata totale: 49:12

## Singoli
- Varuna

Pubblicato: 21 aprile 2004
Posizione nella classifica Oricon: 29
- Tokyo Shounen

Pubblicato: 22 luglio 2004
Posizione nella classifica Oricon: 21
- Shian

Pubblicato: 21 ottobre 2004
Posizione nella classifica Oricon: 22